# Lobocleta malepicta
Lobocleta malepicta là một loài bướm đêm trong họ Geometridae.